# Большой Будда Пхукета
Большой Будда Пхукета или Великий Будда Пхукета — статуя Маравии Будды на Пхукете, Таиланд. Находится на вершине холма Накакед недалеко от Чалонга. Строительство началось в 2004 году, а к 2017 году 80 процентов проекта было завершено. Это третья по высоте статуя в Таиланде после Великого Будды Таиланда и Луангпхо Яй.
Статуя изображает Будду Шакьямуни в сидячем положении (Маравичай: มารวิชัย), она имеет высоту 45 метров (148 футов) и ширину 25,45 метров (83,5 фута). Сделана из бетона и покрыта бирманским белым мрамором. Статуя является главным Буддой храма Ват Китти Шанкарам (Ват Ката). Она была названа «Буддийским сокровищем Пхукета» Сомдетом Пхра Янасангвоном, Верховным Патриархом Таиланда, в 2008 году.
Статуя стоила 30 миллионов бат, деньги были собраны в основном за счёт пожертвований. Она была построена в национальном заповедном лесу с одобрения Тайского Королевского лесного департамента.
Официальное название статуи — Phra Phutta Ming Mongkol Akenakakiri (тай.: พระพุทธมิ่งมงคลเอกนาคคีรี; phra phuttha ming mongkhon eknakhakhiri) значение:
- Phra Phutta (พระพุทธ-) = Будда
- Ming Mongkol (มิ่งมงคล) = Почётный
- Ake (เอก) = Вершина
- Nakakiri (นาคคีรี) = Название горы